# Лас-Вегасский монорельс
Лас-Вегасский монорельс — монорельсовая транспортная система, которая располагается в пригороде Лас-Вегаса, в штате Невада. Несмотря на своё название, система не заходит на территорию Лас-Вегаса. На всех станциях установлены платформенные раздвижные двери.

## История
Монорельс был спроектирован и возведён канадской компанией «Bombardier Transportation». Его построили на участке, где не было никакого общественного транспорта и туристам приходилось преодолевать почти семикилометровый путь пешком.
Во время строительства возник ряд проблем, которые отодвинули сроки сдачи монорельса на год. В сентябре 2004 года, уже после открытия, возникли проблемы с участком дороги и монорельс пришлось закрыть до декабря того же года.

## Станции
С севера на юг:

- SLS Station
- Westgate Las Vegas Station
- Las Vegas Convention Center Station
- Harrah’s / The Linq Station
- Flamingo / Caesars Palace Station
- Bally’s / Paris Las Vegas Station
- MGM Grand Station

## Подвижной состав
Монорельс использует 9 поездов производства компании «Bombardier MVI».

## Билеты

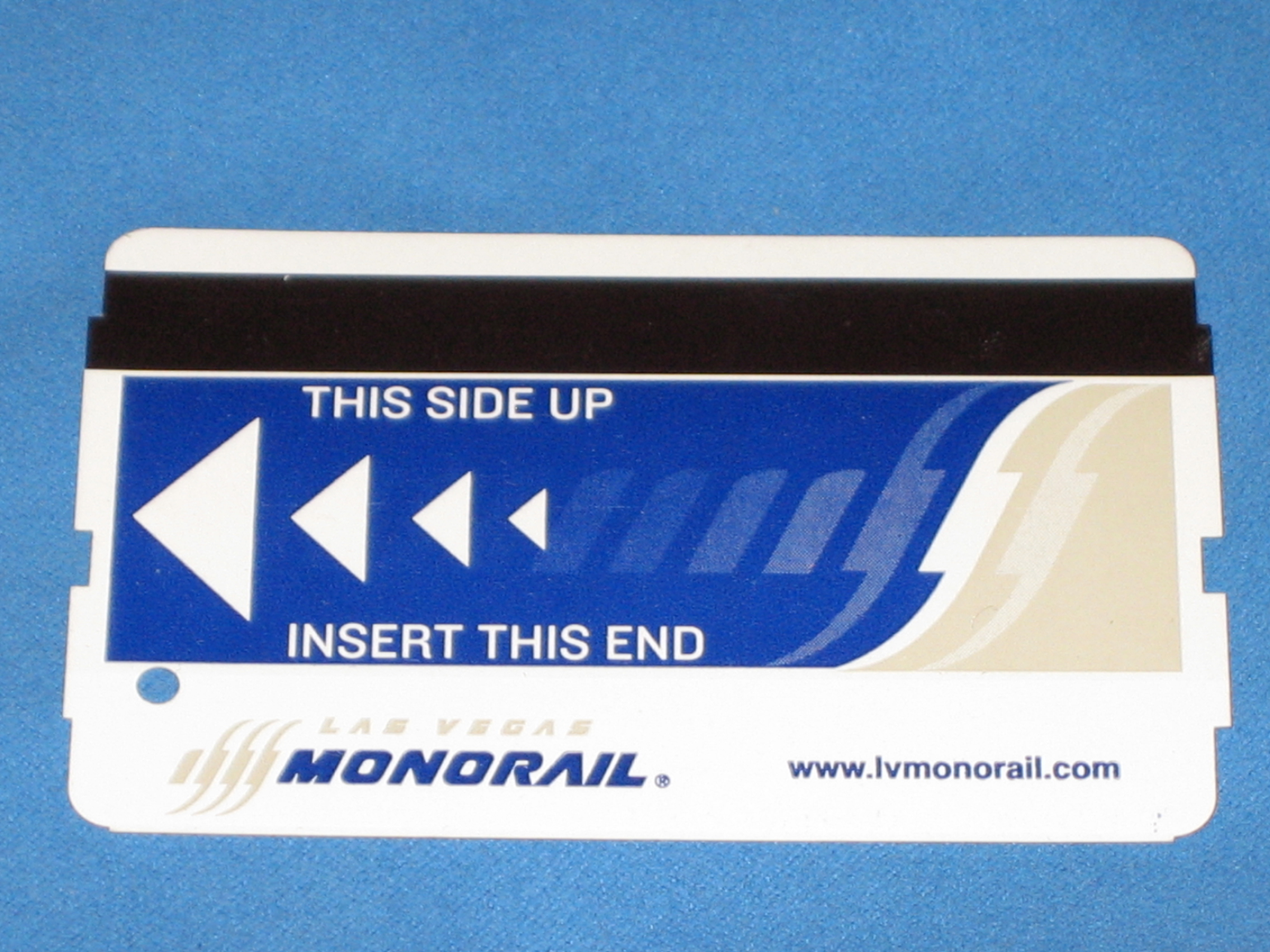
Билет на монорельс

- 5.50 долларов США — разовый билет[6].
- 13 долларов США — билет на 24 часа. Отсчёт времени идёт с момента покупки билета.
- 28 долларов США — билет на 3 дня.

## Перспективы
Планировалось продлить линию в сам город Лас-Вегас, однако сейчас таких планов нет. Также был вариант продлить монорельс до аэропорта, но и об этих планах ничего не известно.